# Vasile Toneanu
Vasile Toneanu (n. 15 octombrie 1869, Călărași – d. 20 martie 1933) a fost un actor român. Pe lângă studii de drept, a urmat arta dramatică la Conservatorul din București ca elev al lui Ștefan Vellescu. Din 1889 a jucat pe scena Teatrului național din București. În 1893 a plecat la Paris pentru a studia cu Edmnond Got. Actor de comedie în stilul tradiției realiste a teatrului românesc, Toneanu a adus în creațiile sale nota personală a unei ironii subtile, de factură modernă. A interpretat, din repertoriul orginal și universal, Pristanda și Farfuridi din O scrisoare pierdută și Iordache din D-ale carnavalului de Ion Luca Caragiale, Lăcustă-Vodă din Sânziana și Pepelea de Vasile Alecsandri, Figaro din Nunta lui Figaro de Beaumarchais, etc.
Alături de alți mari actori români a participat la realizarea primului film istoric românesc, Independența României: Răsboiul Româno-Ruso-Turc 1877, în care a interpretat rolul unui flăcău de la țară.
A decedat în 1933 și a fost înmormântat în Cimitirul „Sf. Vineri” din București.